# Pseudolarentia atrosigillata
Pseudolarentia atrosigillata là một loài bướm đêm trong họ Geometridae.